# Domnești (Ilfov megye)
Domnești község és falu Ilfov megyében, Munténiában, Romániában. A hozzá tartozó település: Țegheș.

## Fekvése
A megye délnyugati részén található, a megyeszékhelytől, Bukaresttől, tizennyolc kilométerre nyugatra, a Ciorogârla és Sabar folyók mentén.

## Története
A 19. század végén Domneștii de Sus néven a község Ilfov megye Sabarul járásához tartozott és Domneștii de Sus valamint Țegheș falvakból állt, összesen 1412 lakossal. A község tulajdonában volt egy iskola, egy vízimalom és egy templom Domneștii de Sus faluban. A mai község területén ekkor még létezett egy másik község is, Domnești-Călțuna, mely Domnești-Călțuna, Ciutați, Domneștii de Jos valamint Domnești-Sârbi falvakból állt, összesen 1805 lakossal. Ebben a községben ekkor volt két templom, egy-egy Domneștii de Jos és Domnești-Călțuna falvakban, valamint egy iskola.
1925-ös évkönyv szerint Domnești-Călțuna községet megszüntették és területét Domneștii de Sus község irányítása alá helyezték, mely felvette a Domnești község nevet, ez pedig Domnești járás központja lett. A községnek így 6010 lakosa lett. 1931-ben ideiglenesen Olteni falut is Domnești irányítása alá helyezték.
1950-ben közigazgatási átszervezés alapján, a V.I. Lenin rajonhoz került. Az elkövetkező években Domnești-Călțuna és Domnești-Sârbi falvak lassan egybeolvadtak és végül hivatalosan is egyesültek Domneștii de Sus valamint Domneștii de Jos településekkel.
1968-ban ismét megyerendszert vezettek be az országban, a község az újból létrehozott Ilfov megye része lett. Ekkor Cațichea (korábban Ciorogârla község része), Ciutaci, Domneștii de Jos és Domneștii de Sus egyesítéséből létrejött Domnești falva. Olteni falut pedig  Clinceni község irányítása alá helyezték. 1981-től Giurgiu megye része lett, egészen 1985-ig, ekkor az Ilfovi Mezőgazdasági Szektorhoz csatolták, egészen ennek megszűntéig, 1998-ig, amikor ismét létrehozták Ilfov megyét.

## Lakossága
| Nemzetiségek        | 2002 | 2002   |
| ------------------- | ---- | ------ |
| Románok             | 6251 | 98,79% |
| Romák               | 71   | 1,12%  |
| Magyarok            | 2    | 0,03%  |
| Zsidók              | 2    | 0,03%  |
| Egyéb nemzetiségűek | 1    | 0,01%  |
| Összesen            | 6327 | 100,0% |